# Bye Bye (アルバム)
『Bye Bye』（バイ・バイ）は、日本のミュージシャンである長渕剛の4枚目のオリジナルアルバムである。
1981年10月1日に東芝EMIのエキスプレスレーベルからリリースされた。前作『乾杯』（1980年）からおよそ1年ぶりにリリースされた作品であり、作詞は長渕および松井五郎、作曲は長渕、プロデュースは前作に続き長渕自身が担当している。
レコーディングは前作に引き続き参加したギタリストの徳武弘文と共にサウンドメイキングが進められ、音楽性としてはレゲエやフォーク・バラード、ニューオーリンズやサザン・ロックの要素の他にヨーデルを取り入れた曲なども収録され、純粋なフォークソングではなくバンドサウンドを取り入れた内容となっている。
本作以前にリリースされたシングル「夏の恋人」は収録されず、後に「二人歩記（ふたりあるき）」がリカットシングルとしてリリースされた。なお、同曲は最初の結婚相手である石野真子に捧げた曲となっている。
オリコンチャートでは最高位2位となった。

## 背景
1981年に入り、長渕は3月3日の渋谷公会堂より6月30日の広島郵便貯金会館まで、ライブツアー「長渕剛LIVE'81」を全国41都市全43公演を開催した。同ツアーでは初めてバックバンドを導入し、ピアノによる弾き語りやエレキギターの使用など新たな試みが行われた。
また、前年に山梨鐐平などが結成していたグループ「Do!」とのジョイントバンド「チョコレッツ」を結成し、5月5日には同グループのメンバーと共作したシングル「夏の恋人」（1981年）をリリース、6月5日には同タイトルを冠したベストアルバム『夏の恋人』（1981年）をリリースした。
同時期に、かねてより交際していた歌手の石野真子との婚約会見を行い、8月に正式に婚姻届を提出した。石野との馴れ初めは、1979年に『南こうせつのオールナイトニッポン』（1978年 - 1979年）にて1コーナーのDJを担当していた長渕が石野真子をゲストとして呼んだ事から始まり、今度は石野が同年7月30日に行われた中野サンプラザでの自身のコンサートに長渕を招待、さらに同年11月29日に新宿厚生年金会館にて行われた長渕の初のワンマンコンサートに石野がマネージャーと共に訪れ、長渕にセーターと手紙を贈与した事が大きなきっかけとなった。その後、長渕自身がパーソナリティーとなった『長渕剛のオールナイトニッポン』（1979年 - 1980年）に石野がゲストで登場する事となり、前日に電話にて好意を伝えると石野が同意したため交際が始まる事となった。
なお、ライブハウス「照和」にて長渕と同時期に活動していた人物によると、長渕は酒を飲む度に「吉田拓郎よりビッグになってやる」、「石野真子をものにする」などと語っていたが、有言実行のごとくそれらを現実のものにしていった。また、長渕は石野と交際を始めた頃に、ライブにて「順子」（1980年）を演奏した際に、サビの「順子」の部分を「真子」にかえて歌った事がある。
しかし、いざ交際が始まると雑誌記者などに24時間徹夜で張り込みをされる事や、週刊誌などに誹謗中傷をされるなど様々な困難が両者を襲い、「精神的にもズタズタという感じになった」と長渕は語っている。これらの経験から、本作に収録されている「二人歩記」や「賞金めあての宝さがし」といった曲が製作された。

## 音楽性
文芸雑誌『別冊カドカワ 総力特集 長渕剛』では、「前作で共演したギタリスト徳武弘文とのタッグを推し進めたサウンドだ。長渕自身も含め、ギタリストが7人も参加している点に注目したい」、「（松井五郎の参加に関して）『逆流』収録「酔待草」での松本隆に続く、職業作詞家の起用。その松井が書いた2曲と対極に位置するのが「賞金めあての宝さがし」「Bye Bye 忘れてしまうしかない悲しみに」だ」と表記されている。
文芸雑誌『文藝別冊 長渕剛 民衆の怒りと祈りの歌』にて、ライターの松村正人は「冒頭の『碑』で『ホテル・カリフォルニア』にレゲエを接ぎ木するアクロバットをみせる。アルバム全体としてもフォーク・バラードからニューオーリンズ、サザンロック、ヨーデルまで登場するにぎやかな曲調と、それに応じる歌唱がつまったこのアルバムは長渕の七〇年代のソウカツといえる一枚にしあがったが、それをもたらしたのは瀬尾や笛吹利明をはじめとした制作陣、長渕組ともいえる体制の確立だろう」と述べており、さらにライターの五井健太郎は「（アルバムタイトルの意味に関して）このアルバムに前後して見られていく純粋なフォークからバンドサウンドへの段階的な移行にあらわされている」、「すでにフォークシンガーとして成功を収めていた当時のかれは、みずからの初志に忠実であろうとすればこそ、あえて別のスタイルへと変わっていこうとする」と述べている。

## リリース
1981年10月1日に東芝EMIのエキスプレスレーベルより、LP、カセットテープの2形態でリリースされた。
1983年にはアルバム『乾杯』（1980年）との2本組でカセットテープにてリリースされた。
1985年11月1日にはCDにて初めてリリースされ、2006年2月8日に24ビット・デジタルリマスター、紙ジャケット仕様で再発売された。

## ツアー
本作リリースと前後する形で、9月25日の那覇市民会館から12月26日の神奈川県民ホールまで、ライブツアー「長渕剛 CONCERT TOUR'81」を全44都市全44公演において開催した。

## 批評
| 専門評論家によるレビュー             | 専門評論家によるレビュー |
| レビュー・スコア                     | レビュー・スコア         |
| 出典                                 | 評価                     |
| ------------------------------------ | ------------------------ |
| CDジャーナル                         | 肯定的                   |
| 文藝別冊 長渕剛 民衆の怒りと祈りの歌 | 肯定的                   |

- 音楽情報サイト『CDジャーナル』では、「自分の無垢を研ぎ澄ます闘いを決意したパワーみなぎる傑作」と肯定的な評価を下している[11]。

- 文芸雑誌『文藝別冊 長渕剛 民衆の怒りと祈りの歌』にてライターの五井健太郎は、「初期衝動に忠実であろうとするからこそ変化していくという、歌手長渕剛のもつ運動性を如実に示す、初期の曲のファンにこそ聴いてほしい劇的な一枚」と肯定的な評価を下している[9]。

## チャート成績
オリコンチャートでは最高位2位となり、売り上げは約11万枚となった。また、2006年の再発版では最高位228位となった
。 

## 収録曲

### LP / CT
| 全作詞・作曲: 長渕剛（特記除く）。 |                                          |                     |                     |                    |      |
| #                                  | タイトル                                 | 作詞                | 作曲・編曲          | 編曲               | 時間 |
| 1.                                 | 「碑（いしぶみ）」                       | 長渕剛 （特記除く） | 長渕剛 （特記除く） | 瀬尾一三           | 5:13 |
| 2.                                 | 「二人歩記」                             | 長渕剛 （特記除く） | 長渕剛 （特記除く） | 徳武弘文、瀬尾一三 | 4:47 |
| 3.                                 | 「Poor Boy's Blues」(作詞: 松井五郎)     | 長渕剛 （特記除く） | 長渕剛 （特記除く） | 徳武弘文           | 4:19 |
| 4.                                 | 「さよなら列車」(作詞: 長渕剛、松井五郎) | 長渕剛 （特記除く） | 長渕剛 （特記除く） | 石川鷹彦           | 3:09 |
| 5.                                 | 「道」                                   | 長渕剛 （特記除く） | 長渕剛 （特記除く） | 徳武弘文、長渕剛   | 3:54 |
| 合計時間:                          | 合計時間:                                | 合計時間:           | 21:22               |                    |      |

| #         | タイトル                                 | 作詞      | 作曲・編曲 | 編曲                                | 時間  |
| --------- | ---------------------------------------- | --------- | ---------- | ----------------------------------- | ----- |
| 6.        | 「賞金めあての宝さがし」                 |           |            | 徳武弘文 / ブラスアレンジ: 瀬尾一三 | 5:27  |
| 7.        | 「銀色の涙とタバコの煙」                 |           |            | 笛吹利明、長渕剛                    | 2:53  |
| 8.        | 「ほこりまみれのブルージーンズ」         |           |            | 石川鷹彦、長渕剛                    | 3:03  |
| 9.        | 「Bye Bye 忘れてしまうしかない悲しみに」 |           |            | 徳武弘文、長渕剛                    | 10:10 |
| 合計時間: | 合計時間:                                | 合計時間: | 21:33      |                                     |       |

### CD盤
| 全作詞・作曲: 長渕剛（特記除く）。 |                                          |                    |                    |                                     |       |
| #                                  | タイトル                                 | 作詞               | 作曲・編曲         | 編曲                                | 時間  |
| 1.                                 | 「碑（いしぶみ）」                       | 長渕剛（特記除く） | 長渕剛（特記除く） | 瀬尾一三                            | 5:13  |
| 2.                                 | 「二人歩記」                             | 長渕剛（特記除く） | 長渕剛（特記除く） | 徳武弘文、瀬尾一三                  | 4:47  |
| 3.                                 | 「Poor Boy's Blues」(作詞: 松井五郎)     | 長渕剛（特記除く） | 長渕剛（特記除く） | 徳武弘文                            | 4:19  |
| 4.                                 | 「さよなら列車」(作詞: 長渕剛、松井五郎) | 長渕剛（特記除く） | 長渕剛（特記除く） | 石川鷹彦                            | 3:09  |
| 5.                                 | 「道」                                   | 長渕剛（特記除く） | 長渕剛（特記除く） | 徳武弘文、長渕剛                    | 3:54  |
| 6.                                 | 「賞金めあての宝さがし」                 | 長渕剛（特記除く） | 長渕剛（特記除く） | 徳武弘文 / ブラスアレンジ: 瀬尾一三 | 5:27  |
| 7.                                 | 「銀色の涙とタバコの煙」                 | 長渕剛（特記除く） | 長渕剛（特記除く） | 笛吹利明、長渕剛                    | 2:53  |
| 8.                                 | 「ほこりまみれのブルージーンズ」         | 長渕剛（特記除く） | 長渕剛（特記除く） | 石川鷹彦、長渕剛                    | 3:03  |
| 9.                                 | 「Bye Bye 忘れてしまうしかない悲しみに」 | 長渕剛（特記除く） | 長渕剛（特記除く） | 徳武弘文、長渕剛                    | 10:10 |
| 合計時間:                          | 合計時間:                                | 合計時間:          | 42:55              |                                     |       |

### 曲解説

#### A面
1. 「碑（いしぶみ）」
後にアルバム『NEVER CHANGE』（1988年）で再録音されている。
2. 「二人歩記」
「ふたりあるき」と読む。8枚目のシングル曲。当時結婚前の石野真子と交際中の期間であり、あらゆる世の中の喧騒の中での2人のことを歌っている。本アルバム発売前に、既にライブ・アルバム『長渕剛LIVE』（1981年）の中でも歌われている。
3. 「Poor Boy's Blues」
フィクションだが、アメリカでの生活のことを歌い上げている。後にアルバム『LOVE SONGS』（1986年）でボーカルのみ再録音されている。
4. 「さよなら列車」
5. 「道」
ヨーデルを取り入れた楽曲。2003年（平成15年）、ニッポン放送系列（NRN）で放送されていた「オールナイトニッポンフライデー・長渕剛今夜もバリサン」にて、ギターの弾き語りで披露され、後にライブ映像作品「TSUYOSHI NAGABUCHI Keep On Fighting LIVE 2003 夏」の特典CDに収録された。

#### B面
1. 「賞金めあての宝さがし」
石野真子との交際がマスコミに取り上げられ、付き纏う雑誌記者などに対しての皮肉を歌い上げた曲。後に1992年の東京ドームライブで、一部の歌詞とメロディーを変えた曲「豚(BUTA)」として歌われ、ベスト・アルバム『いつかの少年』（1994年）に収録されている。
2. 「銀色の涙とタバコの煙」
笛吹利明による長渕剛の楽曲のアレンジはこれが初。
3. 「ほこりまみれのブルージーンズ」
4. 「Bye Bye 忘れてしまうしかない悲しみに」
当時のミュージシャンとしての自分に対する不安や後悔の念を歌った曲。後にアルバム『NEVER CHANGE』で再録音されている。

## スタッフ・クレジット

### 参加ミュージシャン
- 長渕剛 - アコースティックギター、ピアノ、ハーモニカ、バンジョー、コーラス
- 石川鷹彦 - アコースティックギター、ドブロ・ギター、ダルシマー、バンジョー、マンドリン、コーラス
- 笛吹利明 - アコースティックギター
- 徳武弘文 - エレクトリックギター、アコースティックギター
- 矢島賢 - エレクトリックギターソロ（1曲目）
- 谷口陽一 - ラップ・スティール・ギター
- 古川健二 - エレクトリック・スライドギター・ソロ（6曲目）
- 中西康晴 - ピアノ、エレクトリックピアノ、オルガン
- 山田秀俊 - ピアノ
- 武部秀明 - ベース
- 杉本和弥 - ベース
- 林立夫 - ドラムス
- 森谷順 - ドラムス
- 浜口茂外也 - パーカッション
- 岡田徹 - アコーディオン、プロフェット5
- 数原晋 - トランペット
- 荒井英治 - トロンボーン
- 砂原俊三 - テナーサックス
- Dixie Saints（3曲目）
  - 外山喜雄 - トランペット
  - 池田幸太郎 - トロンボーン
  - 後藤雅広 - クラリネット
- ロブバード - コーラス
- 浜田良美 - コーラス
- 山根麻衣 - コーラス
- 田中真美 - コーラス（5曲目）
- トマトグループ - ストリングス

### スタッフ
- 長渕剛 - プロデューサー
- 陣山俊一（ユイ音楽工房） - ディレクター
- 山里剛（ヤマハ音楽振興会） - ディレクター
- 引田和幸（東芝EMI） - ディレクター
- 糟谷銑司 - マネージャー
- 石塚良一 - レコーディング・エンジニア、リミックス・エンジニア
- Bill.高橋 - レコーディング・エンジニア
- 松原マサノリ - アシスタント・エンジニア
- 小暮徹 - 写真撮影
- タムジン - 写真撮影
- 荒井博文 - デザイン

## リリース履歴
| No. | 日付          | レーベル              | 規格  | 規格品番            | 最高順位 | 備考                                                            |
| --- | ------------- | --------------------- | ----- | ------------------- | -------- | --------------------------------------------------------------- |
| 1   | 1981年10月1日 | 東芝EMI／エキスプレス | LP CT | ETP-90115 ZT28-1052 | 2位      |                                                                 |
| 2   | 1983年        | 東芝EMI／エキスプレス | CT    | ZH40-1345           | -        | A面にアルバム『乾杯』、B面にアルバム『Bye Bye』が収録されている |
| 3   | 1985年11月1日 | 東芝EMI／エキスプレス | CD    | CA32-1186           | -        |                                                                 |
| 4   | 2006年2月8日  | 東芝EMI／エキスプレス | CD    | TOCT-25946          | 228位    | 24ビット・デジタルリマスター、紙ジャケット仕様                  |